# Setipinna tenuifilis
Setipinna tenuifilis là một loài cá trong họ Engraulidae.

## Phân bố
Loài cá nước mặn/nước lợ và có thể di cư xuôi ngược vào nước ngọt này sinh sống trong Ấn Độ Dương, từ vùng duyên hải miền bắc và miền đông vịnh Bengal, gồm cả Myanmar và quần đảo Andaman. Nó cũng có mặt ở miền tây Thái Bình Dương, từ Hoàng Hải và vùng biển miền nam Nhật Bản, ngoài khơi Hồng Kông, Trung Quốc, tới Đài Loan, về phía nam tới Philippines, Sarawak, Kalimantan, trong vịnh Papua, biển Arafura ngoài khơi miền bắc Australia. Các ghi chép phía nam sông Godavari ở Ấn Độ vẫn chưa được kiểm chứng.
S. tenuifilis và S. taty rất dễ bị nhầm lẫn, và có lẽ loài này là loài duy nhất của chi Setipinna có ở ngoài khơi Trung Quốc. Dựa trên dữ liệu từ các loài có liên quan khác, ước tính phạm vi độ sâu sinh sống của loài này là 0–50 m.

## Đặc điểm
Loài cá sống trong bề mặt nước và di chuyển thành bầy này sinh sống trong các vùng nước duyên hải và cửa sông. Nó từng được tìm thấy ở xa cửa sông tới 20 km về phía thượng nguồn sông Godavari và dường như chịu được độ mặn tương đối thấp. Thức ăn của nó là động vật chân kiếm (Copepoda), động vật giáp xác (Crustacea) và động vật thân mềm (Mollusca). Chiều dài tiêu chuẩn tối đa là 14 cm. Theo Li et al. (2012), loài này (đề cập dưới danh pháp S. taty) sinh sản trong Hoàng Hải từ tháng 2 đến tháng 4, còn ở miền bắc biển Hoa Đông thì từ tháng 5 tới tháng 6. Tuổi thọ cao nhất đạt tới 4 năm.

## Ngư nghiệp
Loài này có thể là mục tiêu đánh bắt cá bằng lưới trong Hoàng Hải và biển Hoa Đông, với sản lượng hàng năm có thể đạt trên 200.000 tấn. Loài này bị một số tác giả Trung Quốc nhận dạng không chính xác thành Setipinna taty, do các nghiên cứu này thực tế là đề cập tới Setipinna tenuifilis. Dựa trên các nghiên cứu này, S. tenuifilis là loài duy nhất sinh sống trong khu vực từ Hoàng Hải đến biển Hoa Đông; và nó đã bị đánh bắt thái quá tại biển Hoa Đông. Từ thập niên 1970, đánh bắt S. tenuifilis đã tăng lên và quần thể suy giảm do đánh bắt thái quá và ô nhiễm nước. Tại Sarawak, Malaysia, S. tenuifilis là loài chủ đạo thu được trong khảo sát nghề cá độc lập gần đây.
Loài này là phổ biến trong nghề cá thủ công trong khu vực sông Hooghly và Godavari ở Ấn Độ. Nó cũng là nguồn cá quan trọng tại khu vực Hoàng Hải và biển Hoa Đông, nơi nó bị đánh bắt bằng lưới xếp (stow net). Loài này có lẽ cũng là mục tiêu trong biển Bột Hải (dưới danh pháp S. taty). Nó cũng thường bắt gặp như là sản phẩm không mong muốn trong nghề đánh bắt tôm bằng lưới kéo trong vịnh Joseph Bonaparte ở tây bắc Australia.